# Eileen Robertson
Eileen Robertson es una deportista zimbabuense que compitió en natación adaptada y bolos sobre hierba adaptado. Ganó siete medallas en los Juegos Paralímpicos de Verano en los años 1972 y 1980.

## Palmarés internacional
| Representando a Rodesia del Sur |                       |                   |                 |
| Juegos Paralímpicos             |                       |                   |                 |
| Año                             | Lugar                 | Medalla           | Prueba          |
| 1972                            | Heidelberg (RFA)      | Medalla de plata  | 25 m braza 1B   |
| 1972                            | Heidelberg (RFA)      | Medalla de plata  | 25 m libre 1B   |
| Representando a Zimbabue        |                       |                   |                 |
| Juegos Paralímpicos             |                       |                   |                 |
| Año                             | Lugar                 | Medalla           | Prueba          |
| 1980                            | Arnhem (Países Bajos) | Medalla de plata  | 25 m braza 1B   |
| 1980                            | Arnhem (Países Bajos) | Medalla de bronce | 25 m espalda 1B |
| 1980                            | Arnhem (Países Bajos) | Medalla de bronce | 25 m libre 1B   |

| Representando a Zimbabue |                       |                   |                  |
| Juegos Paralímpicos      |                       |                   |                  |
| Año                      | Lugar                 | Medalla           | Prueba           |
| 1980                     | Arnhem (Países Bajos) | Medalla de plata  | Dobles 1A-1B     |
| 1980                     | Arnhem (Países Bajos) | Medalla de bronce | Individual 1A-1B |